# Conicera thailandiae
Conicera thailandiae är en tvåvingeart som beskrevs av Ronald Henry Lambert Disney 2006. Conicera thailandiae ingår i släktet Conicera och familjen puckelflugor.
Artens utbredningsområde är Thailand. Inga underarter finns listade i Catalogue of Life.